# Aide médicale internationale
Pour les articles homonymes, voir AMI.

Logo de l'association

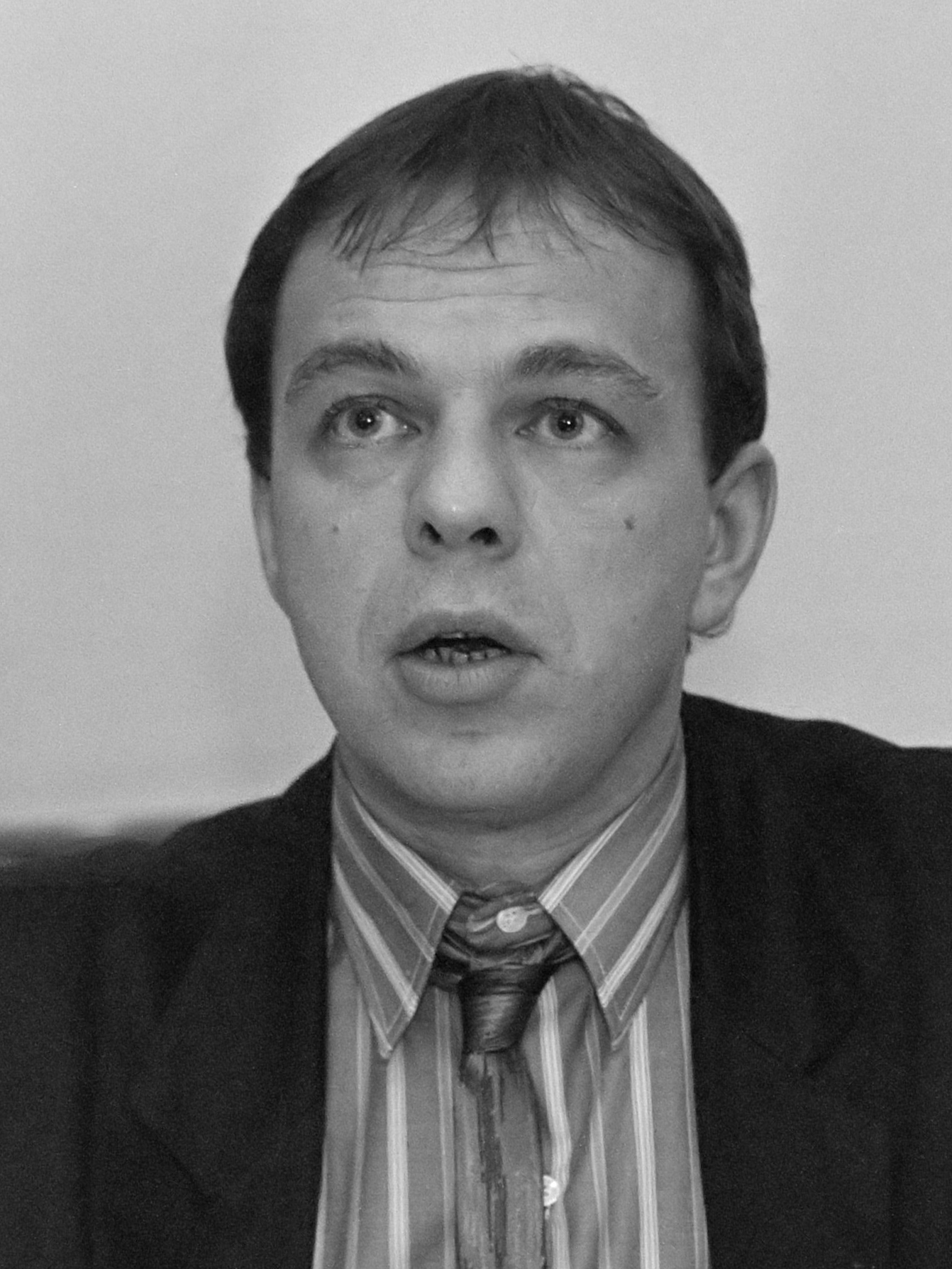
Michel Bonnot (1987)

Aide médicale internationale (A.M.I.) est une ONG apolitique et laïque, créée en 1979 qui forme du personnel de santé local et réhabilite des centres de soins, en s'appuyant sur les spécificités culturelles de chaque région.
A.M.I. intervient dans des situations d'urgence et de post-urgence, auprès des populations oubliées en vue de leur autonomisation.
En 2011, elle devient Première Urgence Internationale à la suite de sa fusion avec Première Urgence.

## Histoire
Aide médicale internationale est née en 1979 d'une scission au sein de l'organisation Médecins sans frontières à la suite d'une discorde concernant la politique de l'association : créer ou non un bateau hôpital pour secourir les vietnamiens victimes du pogrom du régime de Hanoï. À bord de ce bateau hôpital, commandé par Bernard Kouchner, se trouve Michel Bonnot, fondateur et ex-président d’A.M.I (le président actuel est Philippe Augoyard). De cette séparation naissent donc deux associations : Médecins du monde et Aide médicale internationale.
En fondant Aide médicale internationale à la suite de cette expérience, Michel Bonnot l'oriente vers un objectif : la formation du personnel médical avec un mot d'ordre : « Aidons-les à se passer de nous ».
Les premiers « A.M.Istes » franchissent les frontières, souvent clandestinement, pour délivrer des soins dans les régions les plus reculées. Les moyens sont restreints.
En 1985, des programmes de formation sont mis en place afin d’assurer la pérennité des missions. La totalité du personnel reste des bénévoles sur le terrain comme au siège.
En 1996, avec l'arrivée de financements institutionnels en provenance des agences des Nations unies, de l'Union européenne ou de gouvernements étrangers, les structures administratives d’A.M.I. s’étoffent. Pour la première fois, A.M.I. se dote de salariés au siège.
En 2011, Aide Médicale Internationale et Première Urgence fusionnent et deviennent Première Urgence Internationale.

## Trois principes d'actions
1. « Aller là où les autres ne vont pas »
A.M.I. soutient en particulier les populations extrêmement démunies qui ne bénéficient pas des aides gouvernementales et qui sont géographiquement difficiles d’accès. A.M.I. est l’ONG spécialiste des « crises humanitaires oubliées ».
2. « Aidons-les à se passer de nous »
A.M.I. pratique peu de médecine de substitution, ses programmes s’attachent avant tout à la formation de personnel de santé local dans les zones où le système de santé est défaillant ou inexistant. Les équipes d’A.M.I. accompagnent également les populations dans la création ou la réhabilitation de structures médicales adaptées à leurs besoins. L’objectif principal d'A.M.I. est avant tout de contribuer à l’autonomisation médicale des populations dans le respect de leur culture.
3. « Priorité au terrain »
La majorité du budget d’A.M.I. est dédiée à son action sur le terrain (93 % en 2008). Par choix, ses frais de fonctionnement sont très faibles (5 % en 2008) et la part du budget dédiée à la communication est infime (1 % en 2008).

## Missions internationales: former, réhabiliter, donner un accès aux soins
Aide Médicale Internationale intervient en République démocratique du Congo dans la province du Sud-Kivu depuis 2007 et dans la province de l'Équateur depuis 2010, en République centrafricaine depuis 2007, au Yémen depuis 2007, en Afghanistan depuis 1980, au Myanmar/Birmanie où la première mission d’A.M.I. date de 1983, en Thaïlande depuis 1995 dans les camps de réfugiés, en Haïti depuis 1984 et au Pakistan depuis 2010. Aide Médicale Internationale intervient principalement dans des situations de post-urgence, auprès des populations oubliées en vue de leur autonomisation. Nos équipes, composées d’expatriés et de collaborateurs nationaux, forment du personnel de santé local et réhabilitent des centres de soins.
Médecins, infirmières et sages-femmes d'A.M.I. forment des agents de santé, organisent des campagnes de vaccination et de prévention, des séances d'éducation à l'hygiène, sensibilisent, équipent les dispensaires en matériel médical.
Les équipes d’A.M.I. s'attachent également à développer des actions dans le domaine sanitaire et social (construction de latrines, de puits, de collecteurs d'eau, formation d'éducateurs-hygiénistes, prévention et lutte contre les IST et les MST, activités psychosociales et éducatives…).
Ce travail d’accompagnement se fait notamment à l’aide de magazines de formation médicale continue : les Health Messenger, qui sont adressés en premier lieu au personnel médical, mais aussi aux populations qui y ont accès dans les salles d'attente et dans les écoles (pour le HM Kids).
L'objectif est d’accompagner les populations dans la création ou la réhabilitation de structures médicales adaptées à leurs besoins.

## Financements
A.M.I. travaille à partir de fonds institutionnels. Les programmes sont notamment financés par l'Union européenne (ECHO), l'UNICEF, le ministère des Affaires étrangères français, etc.
Aide médicale internationale souhaite être complémentaire des autres associations humanitaires et appuie les initiatives d'associations locales. L'association Tulipe, partenaire de A.M.I, lui a fourni des cantines de matériel médical lors de ses interventions en République démocratique du Congo ou en Haïti ,.
Par ailleurs, dans le cadre du développement de ses partenariats avec le secteur privé, A.M.I. a créé le Club des entreprises solidaires.